# Псковська чоловіча гімназія
Псковська чоловіча гімназія була утворена з Головного народного училища 2 червня 1808 року.

## Історія
Понад 10 років гімназія не мала власної будівлі й розміщувалась у приватних будинках; тільки 1817 року був придбаний дерев'яний будинок. 1827 року гімназія була закрита на 6 років, проте 1 березня 1833 року вона була знову відкрита, причому з 1 травня 1833 при ній почав діяти пансіон для дітей дворян на 30—50 місць. За наказом імператора Миколи I від 1 серпня 1837 року до відомства гімназії була передана Церква Георгія із Взвозу та числилась за нею до 1862 року — до того часу, коли в гімназії було відкрито свою домову церкву.
1855 року спеціально для гімназії було зведено триповерхову цегляну будівлю із внутрішнім двором при Георгіївській церкві. З цього будівництва збільшився набір учнів, були організовані 2 бібліотеки: фундаментальна й ученицька.
1911 року навпроти головного корпусу за проектом міського архітектора Едуарда Гермеєра було зведено двоповерхову будівлю для молодших класів. 12 серпня 1915 року тут розмістився Головний штаб Північного фронту — старшокласники продовжували займатись у старій будівлі, а молодші гімназисти займались, у другу чергу, в Маріїнській жіночій гімназії.
1916 року в гімназії навчались: дітей дворян і чиновників — 171, почесних громадян — 42, духовенства — 26, міщан — 158 і селян — 166.
Після 1918 року гімназію було реорганізовано в 1-у єдину трудову школу. Нині це середня школа № 1.

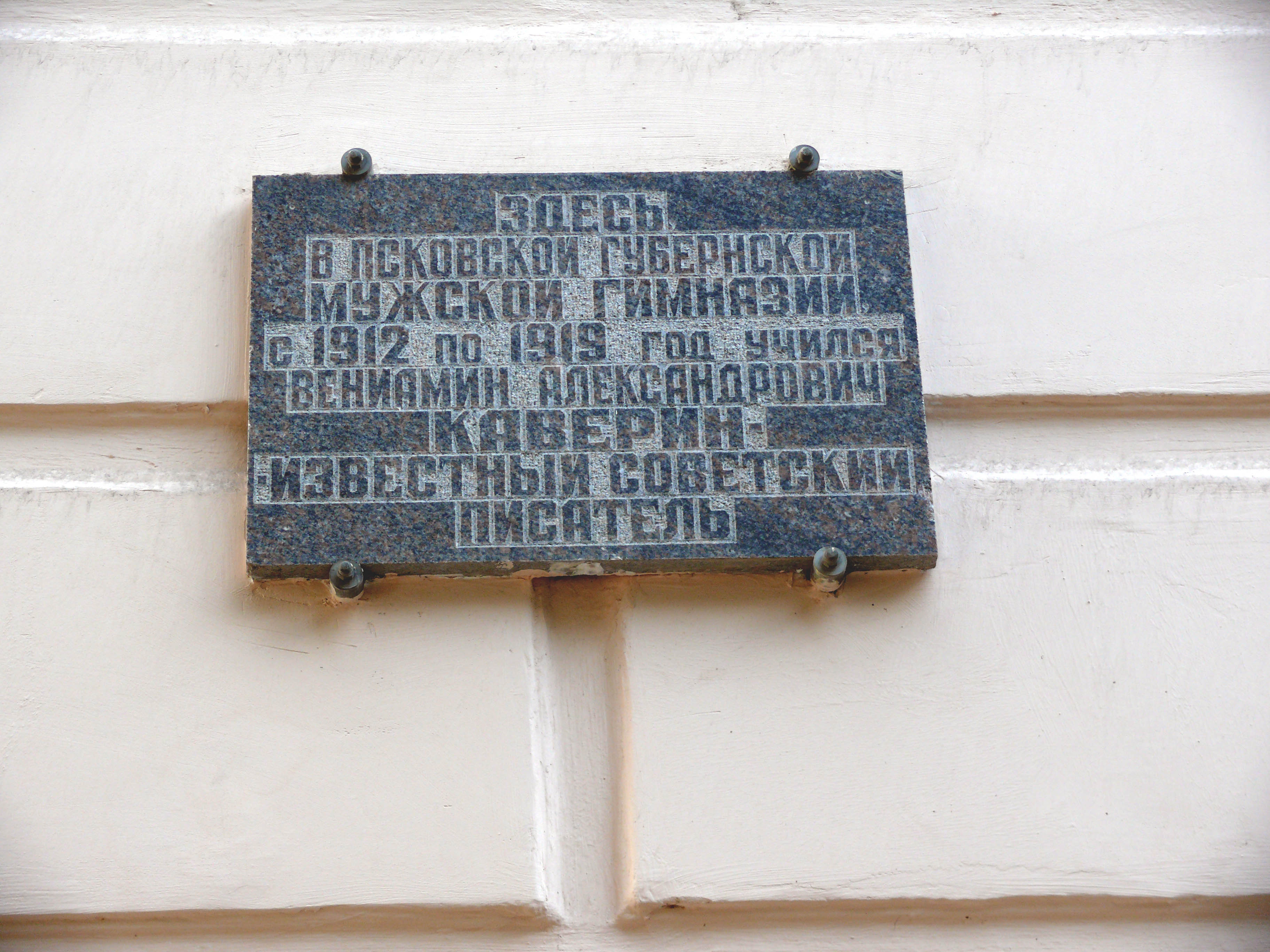
Одна з меморіальних дощок на фасаді гімназії

## Відомі випускники
- Костянтин і Георгій Гей (? — 1916)[3]
- Лев Зільбер (? — 1912, зі срібною медаллю)
- Август Летавет[4]
- Микола Сергєєвський (? — 1868, із золотою медаллю)
- Юрій Тинянов (1904–1912, зі срібною медаллю)

## Також навчались
- Володимир Брадіс (виключений 1907 року)
- Веніамін Зільбер (Каверін) (1912–1918)
- Віктор Муйжель
- Володимир Обух (виключений 1888 року)

## Директори
- Микола Іваницький
- Олександр Яхонтов (1858–1867)
- Артемій Готалов-Готліб[5] — прототип Миколи Антоновича Татарінова, одного з найбільш «негативних» героїв роману «Два капітани».

## Відомі викладачі
- Попов Володимир Іванович[6] — російська література
- Студітський Федір Дмитрович[7]